# Aguadulce (Espagne)
Pour les articles homonymes, voir Aguadulce.

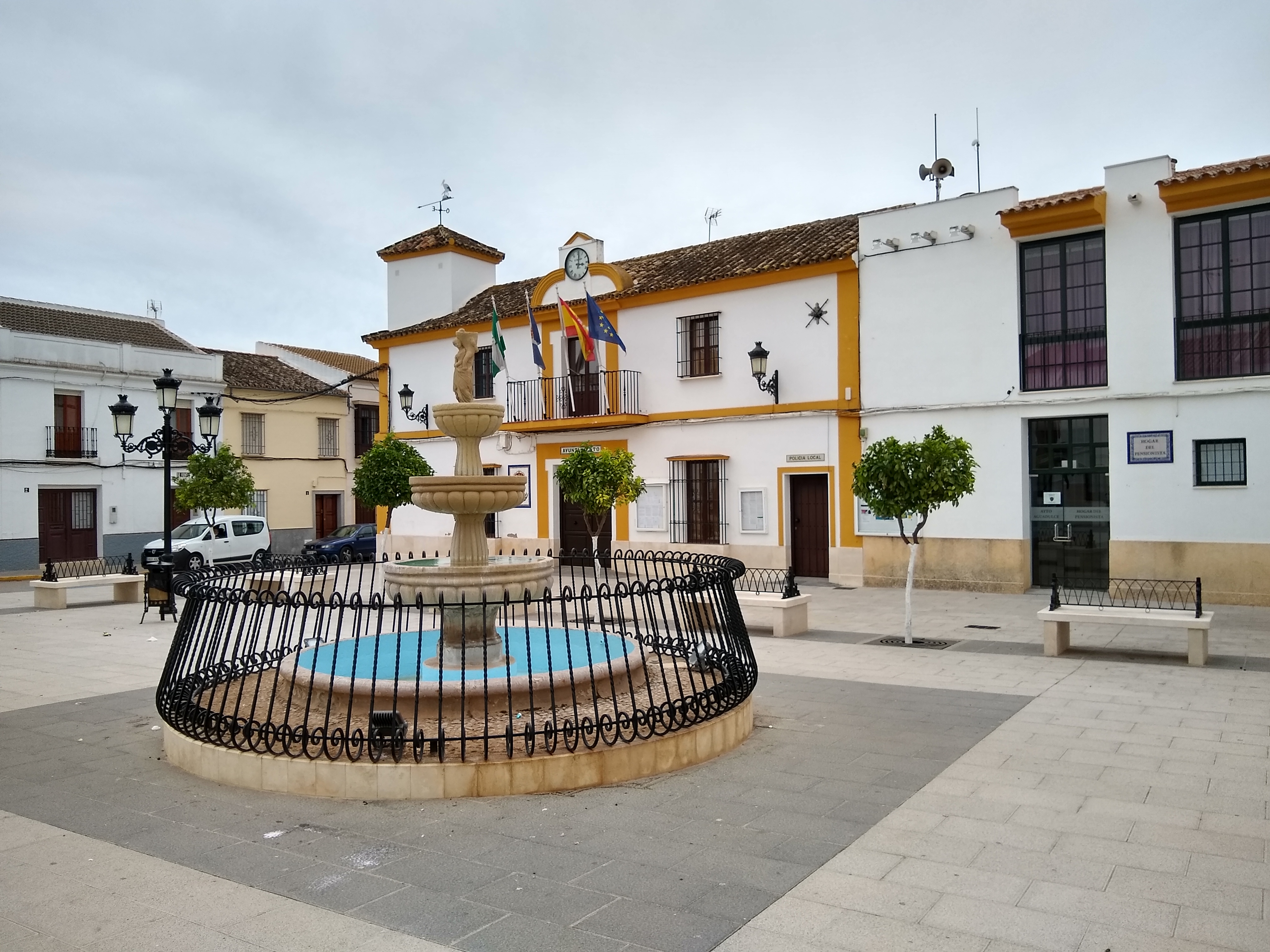

Aguadulce est une commune située dans la province de Séville de la communauté autonome d’Andalousie en Espagne.

## Géographie
Le village borde les villes de Osuna, à l'ouest, où le Río Blanco fait la frontière entre les deux endroits, à l'Est les villes de Gilena et Estepa détermine la zone géographique de Aguadulce.
Les lieux les plus importants de la municipalité sont le Cerro Real au Nord-Est avec 300 m, Las Porqueras au Sud-Est avec 306 m, Rompesquinas au Sud avec 300 m et au Nord La Molina avec 296 m.
| La Lantejuela | El Rubio          | Estepa  |
| Osuna         | Aguadulce         | Gilena  |
|               | Martín de la Jara | Pedrera |

## Démographie
| 1996  | 1998  | 1999  | 2000  | 2001  | 2002  | 2003  | 2004  | 2005  |
| ----- | ----- | ----- | ----- | ----- | ----- | ----- | ----- | ----- |
| 1 956 | 1 966 | 1 953 | 1 958 | 1 968 | 1 981 | 1 970 | 1 982 | 1 993 |

| 2007  | 2008  | 2009  | 2010  | - | - | - | - | - |
| ----- | ----- | ----- | ----- | - | - | - | - | - |
| 2 060 | 2 124 | 2 149 | 2 181 | - | - | - | - | - |

La population d'Aguadulce a considérablement varié au fil des ans. Passé de 100 habitants dans les années 1750 à 1 000 personnes un siècle plus tard. De 1850 à 1940, la croissance de la population est plus grande, atteignant 3 500 habitants, le plus haut historique de la population. Pendant la guerre civile et la période d'après-guerre, qui permettent à de nombreuses familles de partir à l'étranger, principalement en France et en Allemagne, ou d'autres régions d'Espagne les plus prospères, comme Valence et Barcelone, de démarrer une baisse notable de la population qui est aujourd'hui, compte tenu du dernier recensement, un léger mouvement à la hausse.